# Tour de Flandes 1952
El Tour de Flandes 1952 és la 36a edició del Tour de Flandes. La cursa es disputà el 6 d'abril de 1952, amb inici a Gant i final a Wetteren després d'un recorregut de 258 quilòmetres.
El vencedor final fou el belga Roger Decock, que s'imposà a l'esprint als seus dos companys d'escapada en l'arribada a Wetteren. L'italià Loretto Petrucci i el belga Briek Schotte acabaren segon i tercer respectivament.

## Classificació final
|    | Ciclista               | Equip               | Temps      |
| -- | ---------------------- | ------------------- | ---------- |
| 1  | Roger Decock (BEL)     | Bertin-d'Alessandro | 7h 27' 00" |
| 2  | Loretto Petrucci (ITA) | Bianchi-Pirelli     | m. t.      |
| 3  | Briek Schotte (BEL)    | Alcyon-Dunlop       | m. t.      |
| 4  | Wim van Est (NED)      | Garin-Wolber        | + 15"      |
| 5  | Attilio Redolfi (FRA)  | Mercier-Leducq      | + 23"      |
| 6  | Louison Bobet (FRA)    | Stella-Huret-Dunlop | + 1' 17"   |
| 7  | Désiré Keteleer (BEL)  | Garin-Wolber        | + 1' 53"   |
| 8  | Valère Ollivier (BEL)  | Bertin-d'Alessandro | + 2' 17"   |
| 9  | Jacques Dupont (FRA)   | Dilecta-Wolber      | + 2' 25"   |
| 10 | Lode Anthonis (BEL)    | Terrot-Hutchinson   | + 11' 04"  |